# Rajongemeinde Molėtai
Die Rajongemeinde Molėtai ist eine Rajongemeinde im Bezirk Utena im Osten Litauens, 30 km südlich von Utena, 63 km nördlich von der litauischen Hauptstadt Vilnius, an der Landstraße Vilnius–Utena an der Siesartis.

## Orte
Die Rajongemeinde Molėtai hat 23.540 Einwohner und eine Fläche von 1368 km². Sie umfasst außer der Stadt Molėtai die 5 Städtchen (miestelis) Alanta, Balninkai, Dubingiai, Giedraičiai und Joniškis sowie 928 Dörfer.

## Amtsbezirke

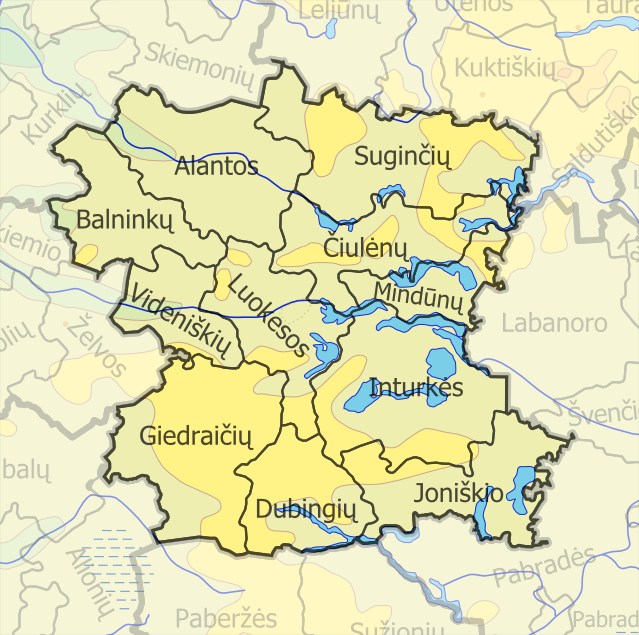
Amtsbezirke der Rajongemeinde Molėtai

- Alanta
- Balninkai
- Toliejai
- Dubingiai
- Giedraičiai
- Inturkė
- Joniškis
- Luokesa (Sitz in Molėtai)
- Mindūnai
- Stadt Molėtai
- Suginčiai
- Videniškiai

## Kultur
Es gibt das Kulturzentrum in der Stadt Molėtai, Litauisches Museum für Ethnokosmologie im Dorf Kulionys und landeskundliches Museum in Dubingiai am See Asveja.